# 岐阜県立岐阜本巣特別支援学校
岐阜県立岐阜本巣特別支援学校（ぎふけんりつ ぎふもとすとくべつしえんがっこう）は、岐阜県岐阜市にある特別支援学校。岐阜県立本巣松陽高等学校の旧岐阜校舎（岐陽高校）を改修して2008年4月9日に開校した。岐阜県が2006年3月に策定した「子どもかがやきプラン」に基づき整備されたもの。

## 学校概要
- 創立 2008年
- 学部
  - 小学部
  - 中学部
  - 高等部
- 対象：知的障がい児、肢体不自由児、病弱児
- 学校規模：約150人

## 受賞
- 農業と福祉の連携（農福連携）を実践する優れた事例を表彰する、農林水産省主催の「ノウフク・アワード2024」にて、同校高等部の農業園芸班がフレッシュ賞を受賞。県内の学校としては初[1]。

## 所在地
- 岐阜市西秋沢2-363-1
校名は「本巣特別支援学校」だが、所在地は岐阜市である。本巣市に近接した丘陵地に位置し、かつては本巣郡網代村であった。

## アクセス
- 岐阜バス黒野線「西秋沢」バス停より徒歩約3分。
  - 岐阜駅（JR岐阜駅バスターミナル）より【C46】「西秋沢」行き